# Kirchenkreis Wolfhagen
Der Kirchenkreis Wolfhagen war ein Kirchenkreis der Evangelischen Kirche von Kurhessen-Waldeck (EKKW) im Sprengel Kassel. Zum 1. Januar 2020 fusionierte er mit dem benachbarten Hofgeismar zum Kirchenkreis Hofgeismar-Wolfhagen.
In den 28 Gemeinden des Kirchenkreises lebten 28.000 evangelische Christinnen und Christen, für die 19 Pfarrerinnen und Pfarrer zuständig waren. Letzter Bezirkskantor war Kirchenmusikdirektor Bernd Geiersbach, letzter Leiter des Kirchenkreises Dekan Gernot Gerlach. 23 Lektoren und 2 Prädikanten wirkten an der Gestaltung und Durchführung von Gottesdiensten mit. Sitz des Kirchenkreises war Wolfhagen.

## Gemeinden
Zum Kirchenkreis gehörten zuletzt folgende Kirchengemeinden:
- Altendorf
- Altenhasungen
- Bad Emstal
- Balhorn-Altenstädt
- Breuna
- Bründersen
- Burghasungen
- Dörnberg
- Ehlen
- Ehringen
- Elbenberg
- Escheberg
- Istha
- Leckringhausen
- Merxhausen
- Naumburg-Ippinghausen
- Niederelsungen
- Niederlistingen
- Nothfelden
- Oberelsungen
- Oberlistingen
- Oelshausen
- Sand
- Viesebeck
- Wenigenhasungen
- Wettesingen
- Wolfhagen
- Zierenberg

## Lage
Der Kirchenkreis grenzte im Norden an die Evangelische Kirche von Westfalen, im Osten an die Kirchenkreise Hofgeismar, Kaufungen und Kassel, im Süden an den Kirchenkreis Fritzlar-Homberg und im Westen an die Kirchenkreise Twiste-Eisenberg und Eder (alle EKKW).